# Cavia patzelti
El cobayo de Patzelt, cuy silvestre de Patzelt o sacha cuy (Cavia patzelti) es una especie de roedor de la familia Caviidae endémica de Ecuador. Originalmente se describió como una subespecie de Cavia aperea, sin embargo, en base a estudios filogenéticos realizados en 2010 fue elevada a especie plena. Su nombre específico hace honor al científico alemán Erwin Patzel, quien dedicó varios años al estudio de la flora y fauna de Ecuador.

## Descripción
El cuy silvestre de Patzelt cuenta con una longitud media de 272 mm. y un peso de 534 gramos. Su pelaje tiene los pelos bicolorados, el dorsal es oliváceo oscuro mezclado con marrón, o marrón rojizo oscuro, el ventral es amarillento o pálido. Presenta varias diferencias en los rasgos craneales con la especie más similar, Cavia tschudii.
Su fórmula dental es de {\displaystyle {\tfrac {1.0.1.3}{1.0.1.3}}}.

## Distribución
Cavia patzelti es una especie endémica de Ecuador. Anteriormente se consideraba que se restringía a las tierras altas de Chimborazo, en regiones de entre 3000 a 3800 metros de altura. Sin embargo, en 2016 se reportaron nuevos individuos fuera de esta localidad, haciendo que su distribución se extienda desde la provincia de Chimborazo hasta Zamora Chinchipe, con un rango de altitud entre los 2800-3800 metros sobre el nivel del mar.
Cavia patzelti vive en zonas pantanosas, quebradas húmedas y ecotonos entre el páramo y el matorral andino.

## Comportamiento
Como todos los miembros de su familia, Cavia patzelti es un herbívoro. Se ha observado que se alimenta de gramíneas como Stipa sp. y Paspalum humboldtianum. También se acerca ocasionalmente a los cultivos de manzana para alimenatarse de su corteza y de otros arbustos pequeños (Ageratum sp.) que crecen en el borde.

## Taxonomía
Cavia patzelti fue descrita originalmente por H. Schliemann en 1982, que la describió como una subespecie de Cavia aperea, pero en 2010 y después de análisis filogenéticos de secuencias mitocondriales fue elevada a especie plena por Donnum y Salazar.

## Conservación
En la lista roja de la UICN Cavia patzelti está categorizada como especie con datos insuficientes (DD).